# Spheciospongia peleia
Spheciospongia peleia är en svampdjursart som först beskrevs av de Laubenfels 1954.  Spheciospongia peleia ingår i släktet Spheciospongia och familjen borrsvampar. Inga underarter finns listade i Catalogue of Life.